# Cornelis J.M. Willemse
Cornelis J.M. Willemse (1888-1962) est un entomologiste néerlandais s'étant intéressé aux  orthoptères.

## Publications
- (en) Descriptions of new and redescriptions of lesser known Orthoptera. Part II. C Willemse, Publicaties van het Natuurhistorisch Genootschap in Limburg 16, 1-16, 1966.